# Rhododendron arfakianum
Rhododendron arfakianum är en ljungväxtart som beskrevs av Odoardo Beccari. Rhododendron arfakianum ingår i släktet rododendron, och familjen ljungväxter. Inga underarter finns listade i Catalogue of Life.